# Macierz idempotentna
Macierz idempotentna – macierz kwadratowa {\displaystyle A\in M_{n}(\mathbb {K} )} spełniająca równość:
{\displaystyle A^{2}=A.}

## Przykłady
- {\displaystyle \left[{\begin{matrix}1\end{matrix}}\right]}

- {\displaystyle \left[{\begin{matrix}2&-1\\2&-1\end{matrix}}\right],\left[{\begin{matrix}1&0\\0&1\end{matrix}}\right],\left[{\begin{matrix}1&0\\0&0\end{matrix}}\right]}

- {\displaystyle \left[{\begin{matrix}2&-2&-4\\-1&3&4\\1&-2&-3\end{matrix}}\right],\left[{\begin{matrix}-1&-2&4\\-1&-2&4\\-1&-2&4\end{matrix}}\right],\left[{\begin{matrix}1&0&0\\0&1&0\\0&0&1\end{matrix}}\right],\left[{\begin{matrix}1&0&0\\0&0&0\\0&0&1\end{matrix}}\right]}

## Własności
- Każda macierz jednostkowa jest idempotentna. Jeśli macierz idempotentna nie jest jednostkowa, to jest osobliwa.
- Wartości własne macierzy idempotentnej są równe zeru lub jedności. Wielomian charakterystyczny macierzy idempotentnej {\displaystyle A} jest postaci {\displaystyle F_{A}(\lambda )=(1-\lambda )^{i}\cdot \lambda ^{j}.}
- Każdą macierz idempotentną można zdiagonalizować do postaci

{\displaystyle \left[{\begin{matrix}I_{i\times i}&\Theta _{i\times j}\\\Theta _{j\times i}&\Theta _{j\times j}\end{matrix}}\right].}
W powyższej postaci klatkowej macierz {\displaystyle I} jest (kwadratową) macierzą jednostkową, macierze {\displaystyle \Theta } są macierzami zerowymi odpowiednich wymiarów.
Oczywiście każda macierz powyższej postaci jest macierzą idempotentną.
- Jeśli {\displaystyle A} jest macierzą idempotentną, to dla dowolnej macierzy nieosobliwej {\displaystyle C} macierz {\displaystyle CAC^{-1}} też jest macierzą idempotentną.

Ponadto
Każda macierz idempotentna jest macierzą pewnego rzutu w przestrzeni liniowej.